# Good Kids
Good Kids es una película estadounidense cómica dirigida y escrita por Chris McCoy. Está protagonizada por Nicholas Braun, Zoey Deutch, Mateo Arias, Israel Broussard, Dayo Okeniyi, Julia Garner y Ashley Judd. La película tuvo su estreno el 21 de octubre de 2016 en las salas de cine de Estados Unidos.

## Sinopsis
Andy (Nicholas Braun), Nora (Zoey Deutch), Spice (Israel Broussard) y The Lion —"El león"— (Mateo Arias), son cuatro estudiantes de secundaria que al graduarse se dan cuenta de que no han vivido las experiencias del instituto como cualquier otro joven y deciden reinventar sus vidas durante el verano, antes de ir a la Universidad.

## Reparto
- Nicholas Braun como Andy Evans.
  - Cole Sand como Joven Andy Evans.
- Israel Broussard como Mike "Spice" Jennings.
- Zoey Deutch como Nora Sullivan.
- Mateo Arias como Lionel "The Lion" ("El león") Miller.
- Julia Garner como Tinsley.
- David Coussins como Erland.
- Virginia Gardner como Emily.
- Tasie Lawrence como Danya.
- Stephanie Fantauzzi  como Zelda.
- Kevin Chapman como Brinkley.
- Dayo Okeniyi como Conch.
- Demian Bichir como Yaco.
- Ashley Judd como Gabby.

## Producción
El 12 de mayo de 2014, se anunció que Israel Broussard, Zoey Deutch y Nicholas Braun obtuvieron los papeles principales de la película, y que Chris McCoy la dirigiría a partir de su propio guion. El 12 de septiembre de 2014, se anunció que Ashley Judd, Demian Bichir, Mateo Arias, Julia Garner y Dayo Okeniyi fueron fichados para la película en los roles secundarios.

### Rodaje
La fotografía principal de la película comenzó el 12 de septiembre de 2014, y se completó el 9 de octubre del mismo año.